# Mount Vennum
Mount Vennum är ett berg i Antarktis. Det ligger i Västantarktis. Argentina, Chile och Storbritannien gör anspråk på området. Toppen på Mount Vennum är 1 079 meter över havet, eller 98 meter över den omgivande terrängen. Bredden vid basen är 3,8 km.
Terrängen runt Mount Vennum är kuperad åt nordost, men åt sydväst är den bergig. Trakten är obefolkad. Det finns inga samhällen i närheten.